# Elisha Jenkins
Elisha Jenkins (* 1772 in Providence, Colony of Rhode Island and Providence Plantations; † 18. Mai 1848 in New York City) war ein US-amerikanischer Händler und Politiker.

## Werdegang
Elisha Jenkins wurde während der Regierungszeit von König Georg III. in einer Quäkerfamilie in Providence geboren. Seine Kindheit war vom Unabhängigkeitskrieg überschattet. 1784 ließ sich die Familie in Hudson (New York) nieder. Später lebte Jenkins in Albany (New York). Dort war er einer der ersten prominenten Quäker. Jenkins war ein Händler für Kurzwaren (dry goods). Er war Partner bei Wendell & Jenkins und Thomas Jenkins & Sons. 1792 heiratete er Catherine Green (um 1771–1835) aus Providence (Rhode Island). Nach ihrem Tod heiratete er seine zweite Ehefrau Hannah.
Jenkins gehörte zu Anfang der Föderalistischen Partei an, als aber sein enger politischer Freund Ambrose Spencer 1798 zu der Demokratisch-Republikanischen Partei übertrat, schloss er sich ihm an. 1795 und 1798 saß Jenkins für das Columbia County in der New York State Assembly. Jenkins war von 1798 bis 1802 Treasurer im Columbia County und von 1801 bis 1806 New York State Comptroller. Dann bekleidete er von 1806 bis 1807, von 1808 bis 1810 und von 1811 bis 1813 den Posten als Secretary of State von New York. Nach dem Ende seiner ersten Amtszeit als Secretary of State wurde er im April 1807 in einer Straße in Albany von Solomon Van Rensselaer angegriffen, einem Föderalisten, von dem Jenkins ein leidenschaftlicher Kritiker war. Jenkins verklagte ihn danach auf Schadensersatz. Ihm wurden 2.500 US-Dollar zuerkannt. Während des Britisch-Amerikanischen Krieges bekleidete Jenkins den Posten als Quartermaster General im Northern Department. Von 1816 bis 1819 war er Bürgermeister von Albany. Bei der Präsidentschaftswahl im Jahr 1840 fungierte er als Wahlmann.
Er verstarb 1848 in New York City und wurde dann in Hudson (New York) beigesetzt.